# Skindô
O Grêmio Recreativo Escola de Samba Skindô é uma escola de samba da cidade de Teresina, fundada em 12 de julho de 1975. Seu símbolo é o Pavão. Suas cores são o verde e o branco.
Surgiu da vontade de jovens estudantes de Teresina, que sentiram a necessidade de fazer uma agremiação para animar ainda mais o carnaval de rua da capital do Piauí,  cantando as histórias, lendas e retratando poeticamente a cultura local.Para obter sucesso, buscou seriedade no seu trabalho, sob o comando de pessoas idôneas e de grande respaldo de nossa sociedade, para o pleno êxito dos seus objetivos e metas.Inicialmente, a Escola contou com a decisiva participação de Fernando Dib Tajra, que lançou uma variedade de cores para que posteriormente fossem escolhidas as cores oficiais da SKINDÔ e ainda, com a participação do poeta Paulo Machado, que foiumdos compositores do samba enredo de 1976.

## Segmentos

### Presidentes
| Nome              | Mandato      | Ref.  |
| ----------------- | ------------ | ----- |
| Jamil Moisés Said | ?-atualidade | [ 3 ] |

### Presidentes de honra
| Nome           | Mandato      | Ref.  |
| -------------- | ------------ | ----- |
| Wilson Brandão | ?-atualidade | [ 4 ] |

### Diretores
| Ano  | Diretor de Carnaval | Diretor geral de harmonia | Mestre de bateria                                                       | Ref.  |
| ---- | ------------------- | ------------------------- | ----------------------------------------------------------------------- | ----- |
| 2009 |                     |                           | Comissão de Bateria Mestre Luiz Monteiro, Pedro Black, Luzineide, Paulo |       |
| 2015 |                     |                           | Luiz Monteiro                                                           | [ 5 ] |

### Coreógrafo
| Ano  | Nome         | Ref.  |
| ---- | ------------ | ----- |
| 2009 | Fanquinha    |       |
| 2015 | Kácio Santos | [ 6 ] |

### Casal de Mestre-sala e Porta-bandeira
| Ano  | Nome                         | Ref.  |
| ---- | ---------------------------- | ----- |
| 2009 | Anderson e Juracy Câmara     |       |
| 2015 | Décio Costa e Raira Monteiro | [ 7 ] |

### Corte de bateria
| Período | Rainha               | Madrinha       | Ref.   |
| ------- | -------------------- | -------------- | ------ |
| 2009    | Rosângela            | Sabra Monturil | [ 8 ]  |
| 2010    | Ana Vitória          |                | [ 9 ]  |
| 2015    | Cleide Fernando Lima |                | [ 10 ] |

## Carnavais
| Ano                             | Colocação                                         | Enredo | Carnavalesco                    | Ref.         |
| ------------------------------- | ------------------------------------------------- | --- | ------------------------------- | ------------ |
| 1976                            | 4º lugar                                          | Cabeça de Cuia Compositores:Paulo Machado e Franci Monte Intérprete: Franci Monte | Fernando Dib Tajra              | [ 11 ] [ 2 ] |
| 1977                            | 3º lugar                                          | Exaltação ao Brasil Mulato Compositores:Arnaldo Teles e Franklin Bastos Intérprete: Franklin Bastos | Arnaldo Teles                   | [ 11 ] [ 2 ] |
| 1978                            | Campeã                                            | Três mil anos de mistérios Compositores:Arnaldo Teles, Paulo Vilhena e Cruz Neto Intérpretes:Laurenice França, Janete Dias e Cruz Neto                                                                                     | Hostyano Machado                | [ 11 ] [ 2 ] |
| 1979                            | Campeã                                            | Sete Cidades Compositores:Arnaldo Teles, Geraldo Brito e Cruz Neto Intérpretes:Laurenice França e Cruz Neto | Hostyano Machado                | [ 11 ] [ 2 ] |
| 1980                            | Campeã                                            | Miridan – A Flor dos Acaroás (Lagoa de Parnaguá) Compositores:Arnaldo Teles, Geraldo Brito e Cruz Neto Intérpretes:Laurenice França e Cruz Neto                                                                            | Hostyano Machado                | [ 11 ] [ 2 ] |
| 1981                            | Campeã                                            | Sonhos e Festas da Corte Simpliciana Compositores:Arnaldo Teles, Geraldo Brito e Cruz Neto Intérpretes:Laurenice França e Cruz Neto                                                                                        | Hostyano Machado                | [ 11 ]       |
| 1982                            | 3º lugar                                          | Festa Branca Compositor e Intérprete: Lázaro do Piauí | Arnaldo Teles                   | [ 11 ] [ 2 ] |
| Não desfilou entre 1983 e 1997. | Não desfilou entre 1983 e 1997.                   | Não desfilou entre 1983 e 1997. | Não desfilou entre 1983 e 1997. | [ 11 ] [ 2 ] |
| 1998                            | Não Competiu                                      | Wall Ferraz não esqueço jamais Compositores:Paulo Vilhena, Rosinha Amorim e Gueri Gueri Intérpretes:Gueri Gueri e Zé Marques                                                                                               | Hostyano Machado                | [ 11 ] [ 2 ] |
| 1999                            | 3º lugar                                          | Camilão: a cultura do Piauí no altar do samba Compositores:Gueri Gueri, Luciane Monturil e Zé Fernandes Intérpretes: Herivelto, Gueri Gueri e Luciane Monturil                                                             | Arnaldo Teles                   | [ 11 ]       |
| 2000                            | 3º lugar                                          | Terra Brasilis, o paraíso que Cabral não descobriu Compositores:Tânia Said, Zé Fernandes, Gueri Gueri e Luciane Monturil Intérpretes: Herivelto, Gueri Gueri e Luciane Monturil                                            | Hostyano Machado                | [ 11 ]       |
| 2001                            | 3º lugar                                          | O lixo virou luxo Compositores:Tânia Said, Zé Fernandes, Gueri Gueri e Luciane Monturil Intérpretes:Herivelto, Gueri Gueri e Luciane Monturil                                                                              | Ulisses Lustosa                 | [ 11 ]       |
| 2002                            | Vice-Campeã                                       | Na Terra da Opala, Lua-de-mel é na Rede Compositores:Tânia Said, Zé Fernandes, Gueri Gueri e Luciane Monturil Intérpretes:Gueri Gueri e Luciane Monturil                                                                   | Ulisses Lustosa                 | [ 11 ] [ 2 ] |
| 2003                            | Vice-Campeã                                       | Era uma vez... Compositores:Tânia Said, Zé Fernandes, Gueri Gueri e Luciane Monturil Intérpretes:Gueri Gueri e Luciane Monturil                                                                                            | Ulisses Lustosa e Antônio Filho | [ 11 ] [ 2 ] |
| 2004                            |                                                   | Sétima Arte: uma indústria de sonhos | Ulisses Lustosa e Antônio Filho | [ 12 ]       |
| 2005                            |                                                   | |                                 |              |
| 2006                            | Campeã                                            | |                                 | [ 13 ]       |
| 2007                            | Campeã                                            | |                                 |              |
| 2008                            | Campeã                                            | E aí... beleza? Que a beleza é o verde, é o branco, é o Skindô ô ô “As muito feias que me perdoem, mas beleza é fundamental !" (assim dizia o poeta) Compositores: Jr.Gueri, Luciane Monturil, Tânia Said e Zé Fernanades. |                                 | [ 14 ]       |
| 2009                            | Campeã                                            | Sou brasileiro, sou mais eu |                                 | [ 8 ]        |
| 2010                            | Desfilou no bairro Planalto Uruguai, sem competir | |                                 | [ 9 ]        |
| Não desfilou de 2011 a 2014     | Não desfilou de 2011 a 2014                       | Não desfilou de 2011 a 2014 | [ 15 ] [ 16 ]                   |              |
| 2015                            |                                                   | Do lambe lambe até a máquina digital | Tania Said e Ulisses Lustosa    | [ 3 ]        |